# Stoienești, Brăila
Stoienești este un sat în comuna Frecăței din județul Brăila, Muntenia, România.